# سباق جائزة ليليرس الكبرى 2016
سباق جائزة ليليرس الكبرى 2016 (بالفرنسية: Grand Prix de Lillers-Souvenir Bruno Comini 2016 )‏ هو سباق دراجات هوائية، وهو الموسم رقم 51 من نفس السباق، وأقيم في 6 مارس 2016، وامتدّ لمسافة 181.3 كيلومتر، وهو أحد سباقات طواف أوروبا للدراجات 2016، وهو من نوع سباق يوم واحد، وقد شارك في السباق 151 متسابقاً ووصل إلى نهايته 102 متسابقاً.
فاز فيه بالمركز الأول Stijn Steels ‏، وبالمركز الثاني Christopher Piry ‏، وبالمركز الثالث Tim Declercq ‏، والفائز حسب ترتيب السرعة Håvard Blikra ‏، والفريق الفائز في ترتيب الفرق Topsport Vlaanderen-Baloise 2016.

## الفرق
| فريق قاري محترف- سبورت فلاندرين بالويس 2016 ‏ فرق قارية (13)- Bingoal WB Devo Team ‏ - تيم كووب ‏ - موسم يوسكادي مورياس 2016 ‏ - Joker Fuel of Norway ‏ - Team Lotto–Kern Haus ‏ - Leopard TOGT Pro Cycling ‏ - Ringeriks-Kraft ‏ - Van Rysel–Roubaix ‏ - كوبنهاغن ‏ - Team Sparebanken Sør ‏ - بوديسول يوروميليونز بول كونتيننتال والون 2016 ‏ - Veranclassic–Ago ‏ - Team Wiggins Le Col ‏ فريق وطني- فريق ألمانيا لركوب الدراجات للرجال 2016‏ فرق أندية الدراجات (5)- CC Nogent-sur-Oise ‏ - EC Raismes Petite-Forêt ‏ - ESEG Douai-Origine Cycles ‏ - Lotto–Dstny Development Team ‏ - VC Rouen 76 ‏ |  |
| |  |

## التصنيف العام النهائي
| التصنيف العام | التصنيف العام     | التصنيف العام | التصنيف العام               | التصنيف العام |        |
| الدراج        | الدراج            | البلد         | الفريق                      | الوقت         | السرعة |
| ------------- | ----------------- | ------------- | --------------------------- | ------------- | ------ |
| 1.            | Stijn Steels ‏     | بلجيكا        | Topsport Vlaanderen-Baloise |               |        |
| 2.            | Christopher Piry ‏ | فرنسا         | VC Rouen 76                 |               |        |
| 3.            | Tim Declercq ‏     | بلجيكا        | Topsport Vlaanderen-Baloise |               |        |

## وصلات خارجية
- الموقع الرسمي
- سباق جائزة ليليرس الكبرى 2016 على موقع إحصائيات الدراجات الإحترافية (الإنجليزية)